# Bonnington järnvägsstation

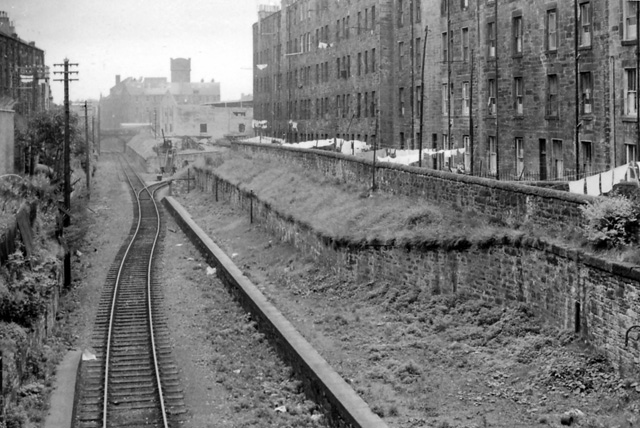
Bonnington station. Järnvägen som viker av mot höger går mot North Leith station.

Bonnington järnvägsstation var en station i Bonnington, Edinburgh. Stationen låg på linjen Edinburgh, Leith and Granton Railway, öppnades 1846 och stängdes 1968.

## Historia
Stationen öppnades för trafik 10 maj 1846. Stationen var stängd mellan 1 januari 1917 och 1 april 1919. Passagerartrafiken försvann helt 16 juni 1947 och godstrafiken juli 1968. Stationshuset finns kvar och är idag ett bostadshus. 